# Jean Mahé (évêque)
Ne doit pas être confondu avec Jean Mahé ou Mahé.
Jean Mahé (mort le 13 mai 1280) est un ecclésiastique breton qui fut évêque de Dol de 1266 à 1280.

## Biographie
Jean Mahé est le fils du chevalier Even Mahé et de son épouse Perpétue pour lesquels il fondera un obiit dans sa cathédrale. Il est chanoine du chapitre de Dol et archidiacre d'Outre-Loire dans le diocèse de Tours avant d'être nommé évêque de Dol le 5 janvier 1266. En 1276 il est envoyé par le roi Philippe III de France négocier en Flandre. Il meurt le 13 mai 1280 et il est inhumé le chœur sa cathédrale de Dol sous une dalle de pierre sur laquelle était représentée à plat une figure de l'évêque avec chape, mitre et portant une grande barbe. Cette tombe fut détruite en 1742 par les chanoines du chapitre de Dol.

## Héraldique
Ses armoiries sont : de gueules au trois chevrons d'argent.